# Сводін
Сводін (словац. Svodín) — село, громада округу Нове Замки, Нітранський край. Кадастрова площа громади — 53.48 км².
Населення 2477 осіб (станом на 31 грудня 2019 року).

## Історія
Сводін згадується 1156 року.

## Населення
| Рік:            | 1994. | 2004.   | 2014.   | 2024.   |
| --------------- | ----- | ------- | ------- | ------- |
| Кількість осіб: | 2634  | 2630    | 2517    | 2354    |
| Різниця:        |       | -0,15 % | -4,29 % | -6,47 % |

| Рік:            | 2023. | 2024.   |
| --------------- | ----- | ------- |
| Кількість осіб: | 2370  | 2354    |
| Різниця:        |       | -0,67 % |